# Rakitnoje
Rakitnoje – osiedle typu miejskiego w Rosji, w obwodzie biełgorodzkim. W 2010 roku liczyło 10 286 mieszkańców.